# Gordon Ramsay
Gordon James Ramsay (Johnstone, 8 november 1966) is een Britse topkok die in die hoedanigheid regelmatig op de televisie is te zien. Hij heeft een contract bij Fox.

## Levensloop
Ramsay werd geboren in Schotland, maar groeide op in Engeland omdat zijn ouders naar Stratford-upon-Avon verhuisden. Hij heeft geen makkelijke jeugd gehad, in het Britse tv-programma 60 Minutes vertelde Ramsay dat zijn vader een alcoholist was die zijn moeder mishandelde. Zijn broer was verslaafd aan heroïne. Ramsay groeide op in armoedige omstandigheden en wilde weg. In zijn jongere jaren speelde hij in het jeugdelftal voetbal voor de in de Football League Two spelende voetbalclub Oxford United, tot hij op zijn twaalfde werd ontdekt door een scout van de Schotse voetbalclub Rangers FC.
Hij moest stoppen met voetbal door een niet meer genezende knieblessure. Ramsay besloot in de catering te gaan werken omdat hij verwachtte als kok te kunnen reizen en hij graag uit Groot-Brittannië weg wilde. Op zijn negentiende werkte hij met verschillende koks in verschillende restaurants, eerst bij Albert Roux in Londen en daarna bij Guy Savoy en Joël Robuchon in Parijs.
In 1993 werd hij chef-kok in het nieuwe restaurant Aubergine, dat drie jaar later beloond werd met twee Michelinsterren. Na een geschil met het management opende Ramsay in 1998 zijn eigen restaurant in de Londense wijk Chelsea. In 2001 bereikte dit een Michelin-rating van drie sterren. Ramsay was de eerste kok uit Schotland die dit ooit had bereikt. Vanuit zijn eerste restaurant breidde zijn imperium zich al gauw uit, te beginnen met Petrus in Knightsbridge (Londen), dat bekend is geworden doordat zes bankiers er voor £ 44.000 aan wijn uitgaven tijdens een maaltijd in 2001. Amaryllis in Ramsays geboortestad Glasgow is het enige restaurant dat niet succesvol was, in Schotland was geen markt voor 'fine dining'. Later opende Ramsay het restaurant Gordon Ramsay in Claridge's en een luxehotel in Mayfair, in het centrum van Londen. Ramsay heeft nu ook een aantal restaurants buiten Engeland, te beginnen met Verre in Dubai, Gordon Ramsay at Conrad Tokyo en Cerise by Gordon Ramsay, beide geopend in 2005 in Tokio. In oktober 2006 opende zijn restaurant Gordon Ramsay at the London in New York.
In 2008 kocht Ramsay samen met twee partners (Lyndy Redding en Andrew Maxwell) het vijftig jaar oude opleidingsinstituut Tante Marie's Cookery School in Surrey, Engeland. Later verkocht hij zijn aandelen. In 2021 kondigde hij aan dat het instituut zou worden vervangen door de Gordon Ramsay Academy in hetzelfde pand in Woking.

### Privéleven
Ramsay is in 1996 getrouwd met een onderwijzeres. Toen ze elkaar voor het eerst ontmoetten, was zij verloofd met Ramsays beste vriend. Het stel heeft zes kinderen.

## Restaurants
Verenigd Koninkrijk
- Restaurant Gordon Ramsay, 68 Royal Hospital Rd, Chelsea, Londen (3 Michelinsterren)
- Pétrus, Berkeley Hotel, 1 Kinnerton Street, Londen (2 Michelinsterren)
- Gordon Ramsay at Claridge's, 46 Brook St, Mayfair, Londen (1 Michelinster)
- The Boxwood Café, Berkeley Hotel, Wilton Place, Londen
- Maze, Grosvenor Square, Londen (1 Michelinster)
- Maze Grill, Grosvenor Square, Londen
- Foxtrot Oscar, Royal Hospital Road, Londen
- Gordon Ramsay's Plane Food, London Heathrow Airport, Terminal 5
- Sloane Street by Gordon Ramsay, Sloan Street, Londen
- York and Albany, Parkway, Regents Park, Londen
- Murano, Queen Street, Londen
- Bread Street Kitchen, Bread Street, Londen
- Tante Marie School of Cookery, opleidingsinstituut, Woking, Surrey
- The Narrow, Narrow Street, Londen (pub)
- The Devonshire, Devonshire Road, Londen (pub)
- The Warrington, Warrington Cresent, Londen (pub)
- Heddon Street Kitchen, Heddon Street, Londen
- The River Restaurant, Strand, London

Elders in Europa
- Gordon Ramsay at Powerscourt, Ritz-Carlton Hotel, Co. Wicklow, Ierland
- Maze, Hilton Prague Old Town, Praag, Tsjechië
- Gordon Ramsay au Trianon, Trianon Palace, Boulevard de la Reine, Versailles, Frankrijk
- La Véranda, Boulevard de la Reine, Versailles, Frankrijk

Verenigde Staten
- Gordon Ramsay at The London, West 54th Street, New York (2 Michelinsterren)
- Maze at The London, 151 West 54th Street, New York
- The Londen Bar, 151 West 54th Street, New York
- Gordon Ramsay at The London, 1020 San Vicente Boulevard, West Hollywood (1 Michelinster)
- Cielo, East Camino Real, Boca Raton, Florida

- Verre, Hilton Dubai, Beniyas Road, Dubai
- Gordon Ramsay at Conrad Tokyo, Conrad Hotel, Higashi-Shinbashi, Tokio, Japan

## Televisie

### Kitchen Nightmares
Sinds september 2004 heeft Ramsay zijn eigen televisieprogramma, genaamd Gordon Ramsay: Kitchen Nightmares (in het Nederlands: Gordon Ramsay: Oorlog in de keuken!). In dit programma gaat Ramsay naar verschillende restaurants die op het punt staan failliet te gaan en die zijn hulp hebben gevraagd. Het doel is ervoor te zorgen dat het eten een hogere kwaliteit krijgt, dat de sfeer van het restaurant wordt opgekrikt en dat het personeel wordt gemotiveerd om beter eten te maken. Dit programma staat erom bekend dat Gordon veel scheldt, en de restauranthouders en koks in heftige bewoordingen confronteert met hun falen. Vaak treft Gordon een onvoorstelbare bende aan; er is al jaren niets schoon gemaakt, de keuken zit onder dikke lagen vet en stof (brandgevaar), overal ligt afval, er is ongedierte, niets wordt onderhouden, het eten is slecht of bedorven, motivatie ontbreekt, de sfeer is verziekt, de voorraad is vaak bedorven/beschimmeld en de opslag is vaak ook beschimmeld en vies.
Er is vaak ruzie tussen eigenaar(s), familieleden, personeel of onderling. Het gevolg is natuurlijk steeds minder klanten en steeds grotere verliezen en schulden. Ook is er vaak veel te veel voorraad, dus grote kans op bederf, en is de menukaart ook veel te uitgebreid. Veel restaurants beweren vers eten te bereiden, maar hebben alleen ouwe troep en diepvries. Vaak vinden ze dat diepvries ook vers is, in tegenstelling tot Gordon. Bij aankomst bestelt hij diverse gerechten, maar hij durft er meestal amper van te eten omdat hij snel ziet en/of ruikt dat het niet goed of zelfs bedorven is. De vaak arrogante kok(s) verwachten vaak dat Gordon hun eten heerlijk zal vinden, maar hij keurt bijna alles af.
Het kost Gordon meestal véél moeite om de meestal (zéér) koppige eigenaar(s) en/of kok(s) te doen inzien dat het zo niet langer kan. Soms is de eigenaar tevens chef-kok, of de enige kok. Als het kwartje uiteindelijk gevallen is, soms na dagen van harde confrontaties, en de eigenaar ten slotte toch meewerkt, wordt het restaurant en/of de keuken geheel gerenoveerd op kosten van Gordon. Aan het eind van elk programma heeft Ramsay het restaurant de juiste richting gewezen en zijn de eigenaren en medewerkers meestal gemotiveerd en dankbaar voor een nieuwe start, tenminste voor enige tijd.
Later bezoekt Gordon de restaurants opnieuw om te kijken hoe het nu gaat. Sommigen vallen algauw terug in hun oude gewoontes, waardoor hij vaak een definitief gesloten zaak aantreft, of een ander restaurant in hetzelfde pand.
Naast de oorspronkelijke Britse versie heeft Ramsay meerdere seizoenen van het programma opgenomen voor de Amerikaanse markt. Beide versies zijn al vele malen herhaald op RTL 5. In 2022 begonnen de herhalingen opnieuw. In 2023 begon de circa 10e herhaling, nu op RTL-Z. En in 2024 gaat het gewoon zo door.
Een Nederlandse variant van dit programma is vanaf 2005 uitgezonden onder de naam Herrie in de keuken! met kok Herman den Blijker. (3 seizoenen)

### Hell's Kitchen
In 2005 kwam er een nieuw programma met Ramsay: Gordon Ramsay, Hell's Kitchen (in het Nederlands, op RTL 5: Gordon Ramsay: Gedonder in de keuken). In dit programma strijden twaalf tot twintig beginnende chefs om een aanstelling als hoofd-chef in een van Gordons top-restaurants. Anno 2022 worden er nog steeds reeksen van dit programma opgenomen en (her)uitgezonden, maar nu op Spike en opvolger Paramount Network, onder de oorspronkelijke titel Hell's Kitchen.

### Lijst van tv-kookprogramma's
- Boiling Point (1998)
- Beyond Boiling Point (2000)
- Gordon Ramsay: Oorlog in de keuken! (2004)
- Hell's Kitchen (Verenigd Koninkrijk) (2004)
- Hell's Kitchen (Verenigde Staten) (2005-)
- The F-Word (2005-2009)
- Ramsay's Kitchen Nightmares (Verenigd Koninkrijk) (vanaf 2004)
- Kitchen Nightmares (Verenigde Staten) (2007)
- Gordon Ramsay: Cookalong Live (18 januari 2008)
- Gordon Ramsay: Uncensored (Australië) (vanaf 2008)
- MasterChef (Verenigde Staten) (2010-)
- Gordon Ramsays Best Restaurant (Verenigd Koninkrijk) (2011)
- Hotel Hell  (2012)
- 24 Hours to hell and back (2018)
- Gordon Ramsay: Uncharted (2019)
- Next Level Chef (2021)